# Daishō

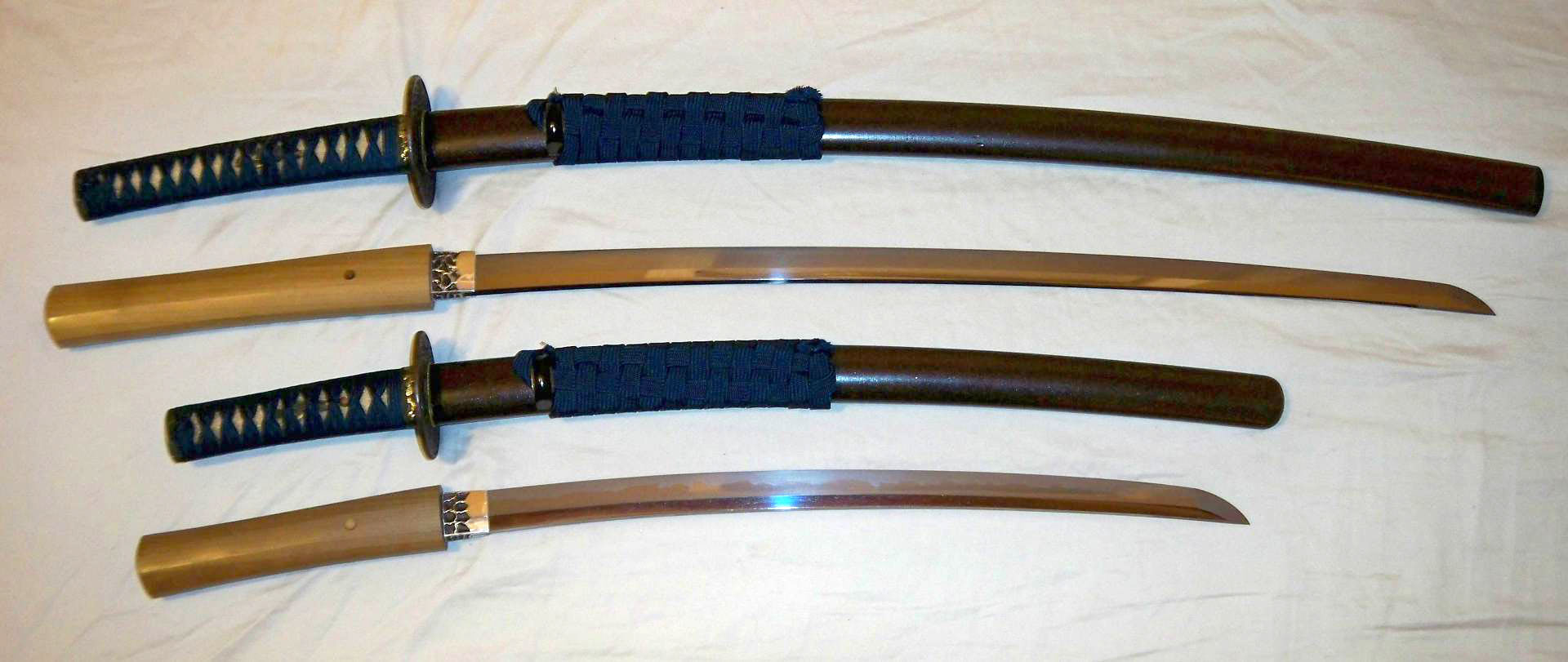
Un daishō dell epoca Edo

Il daishō (大小) è la coppia delle due spade che venivano portate alla cintura (obi) dai samurai, formata dalla katana (la spada lunga) e dalla wakizashi (la spada corta).
La parola daishō deriva dalla contrazione delle parole dai ("lungo") e sho ("corto") e furono introdotte nel periodo Momoyama come simbolo della casta sociale dei samurai. Solo questi ultimi infatti erano autorizzati a portare una coppia di spade, le altre categorie sociali più basse (i mercanti, gli artigiani e i contadini) potevano portare al massimo una lama che non superasse i due shaku (60 cm).
Più precisamente la combinazione daishō era costituita fino al XVII secolo da tachi e tantō, e solo in seguito da katana e wakizashi.